# (14832) Alechinsky
(14832) Alechinsky ist ein Asteroid des Hauptgürtels, der am 27. August 1987 vom belgischen Astronomen Eric Walter Elst am La-Silla-Observatorium (Sternwarten-Code 809) der Europäischen Südsternwarte in Chile entdeckt wurde.
Der Asteroid wurde am 13. Oktober 2000 nach dem belgischen Maler Pierre Alechinsky (* 1927) benannt, dessen Hauptwerk westliche und östliche (vor allem japanische) Elemente in einer grafisch geprägten Darstellungsweise vereint.